# Кома (тиран Эфеса)
Кома, Комас, Комант — тиран Эфеса во второй половине VI веке до н. э.
Согласно византийскому словарю «Суде», тираны Эфеса Кома и Афинагор были недругами поэта Гиппонакта. По мнению С. Н. Муравьёва, вероятно, они могли принадлежать к династии Пифагора. М. Ю. Лаптева также отнесла их к этому роду. В «Суде» не сообщается об обстоятельствах прихода тиранов к власти и причинах их вражды по отношению к Гиппонакту. Муравьёв отметил, что, возможно, они являлись преемниками сына правителя Пиндара, унаследовавшего отцовское положение после покорения Эфеса персами. Г. Берве указал, что Кома и Афинагор обязаны своим положением Ахеменидам, предположительно Киру. Также согласно и версии Б. Функа, обратившегося к биографии Гиппонакта, его изгнание состоялось при Кире. Э. В. Рунг указал, что Геродот не сообщает об эфесцах при указании греков, оказавших сопротивление военачальникам Кира, поэтому вероятно что Кома и Афинагор подчинились без борьбы, обеспечив свой статус. П. Джордж констатировал, что нет свидетельств на отношение к этим делам персов. По замечанию Лаптевой, сославшейся на Л. де Либеро, нельзя отрицать что с внешней политикой внутренние события в Эфесе никак не связаны.
Муравьёв не исключил возможности того, что сыном Комы мог быть Меланкома. Рунг предположил, что речь здесь может идти об одном и том же лице.